# Internationale Cricket-Saison 1960/61
Die internationale Cricket-Saison 1960/61 fand zwischen November 1960 und März 1961 statt. Als Wintersaison wurden vorwiegend Heimspiele der Mannschaften aus Südasien, der Karibik und Ozeanien ausgetragen.

## Überblick

### Internationale Touren
| Beginn            | Heimteam   | Auswärtsteam | Resultate | Artikel |
| Beginn            | Heimteam   | Auswärtsteam | Test      | Artikel |
| ----------------- | ---------- | ------------ | --------- | ------- |
| 2. Dezember 1960  | Indien     | Pakistan     | 0–0 [5]   | Artikel |
| 11. November 1961 | Australien | West Indies  | 2–1 [5]   | Artikel |

### Internationale Touren (Frauen)
| Beginn           | Heimteam   | Auswärtsteam | Resultate | Artikel |
| Beginn           | Heimteam   | Auswärtsteam | WTest     | Artikel |
| ---------------- | ---------- | ------------ | --------- | ------- |
| 2. Dezember 1960 | Südafrika  | England      | 1–0 [4]   | Artikel |
| 16. März 1961    | Neuseeland | Australien   | 1–0 [1]   | Artikel |

## Nationale Meisterschaften
Aufgeführt sind die nationalen Meisterschaften der Full Member des ICC.
| Land                  | First-Class              |
| --------------------- | ------------------------ |
| Australien            | Sheffield Shield 1960/61 |
| Indien                | Ranji Trophy 1960/61     |
| Neuseeland            | Plunket Shield 1960/61   |
| Pakistan              | Ayub Trophy 1960/61      |
| Südafrikanische Union | Currie Cup 1960/61       |